# Leopold Hager

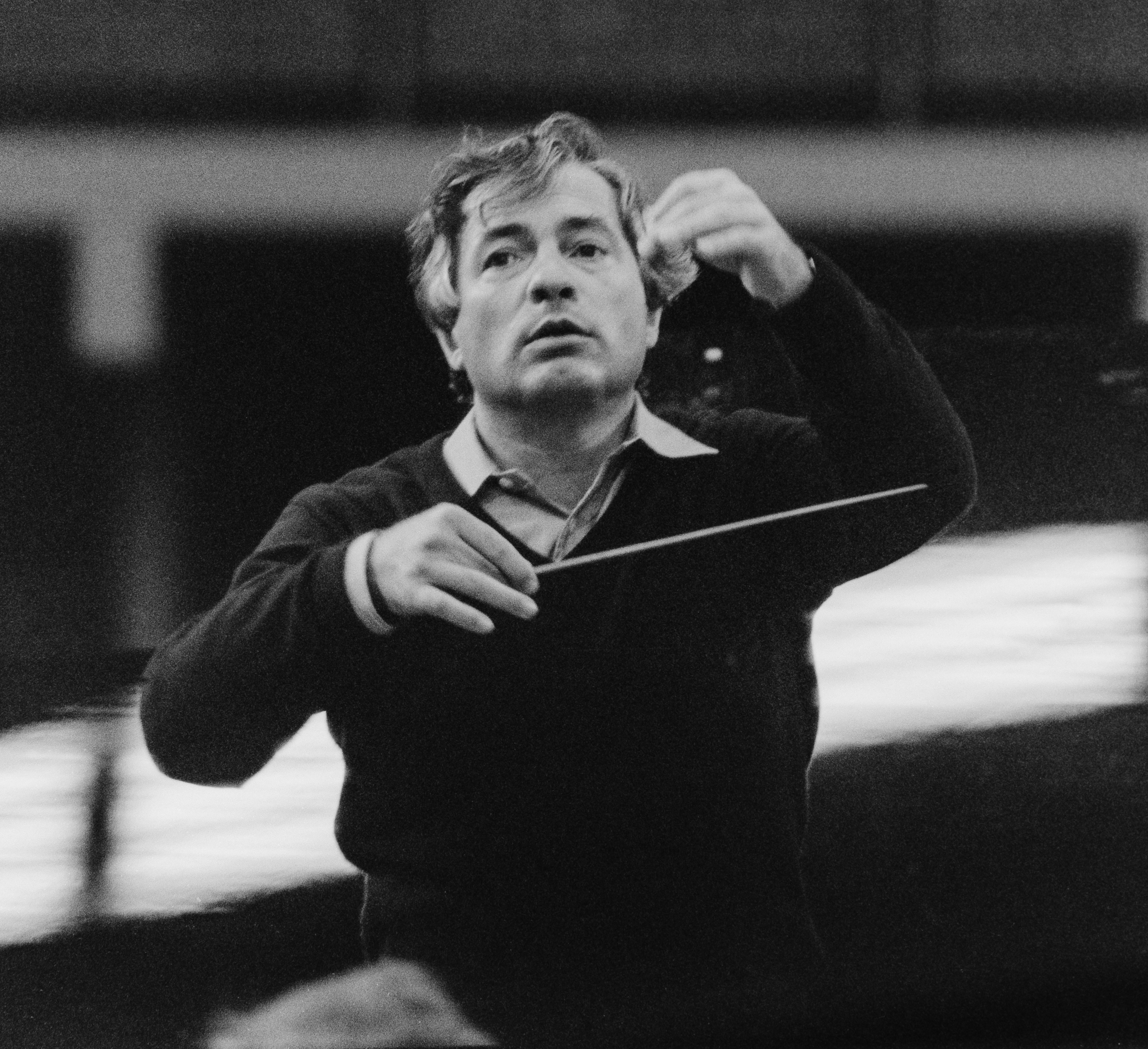
Leopold Hager bei einer Probe mit den Bamberger Symphonikern im Dominikanerbau in Bamberg

Leopold Hager (* 6. Oktober 1935 in Salzburg, Österreich) ist ein österreichischer Musiker und Dirigent. Er wirkte unter anderem als Generalmusikdirektor und Leiter des Mozarteum-Orchesters.

## Leben
Hager studierte 1949 bis 1957 am Salzburger Mozarteum Klavier, Orgel, Harfe, Orchesterleitung und Komposition bei Bernhard Paumgartner, Gerhard Wimberger, Cesar Bresgen, Johann Nepomuk David und Egon Kornauth. Von 1969 bis 1981 war er Dirigent des Salzburger Mozarteumorchesters. Er war zudem als Gastdirigent der Staatsopern von Wien und München tätig.
Durch seine Interpretationen von Werken der Wiener Klassik (Joseph Haydn, Wolfgang Amadeus Mozart, Ludwig van Beethoven und Franz Schubert) erlangte er weltweit hohe Anerkennung. Er wirkte auch als Dirigent des Luxemburgischen Radioorchesters als Nachfolger von Louis de Froment.

## Werdegang
- 1957–1962 Dirigenten-Assistent am Staatstheater Mainz
- 1962–1964 Dirigent, Landestheater Linz
- 1964–1965 Dirigent, Oper in Köln
- 1965–1969 Generalmusikdirektor in Freiburg im Breisgau
- 1969–1981 Chefdirigent des Mozarteumorchesters Salzburg
- 1981–1996 Chefdirigent des Orchesters von Radio Luxemburg
- 1992–2004 Professor für Orchesterleitung an der Musikuniversität Wien
- 2005–2008 Chefdirigent an der Wiener Volksoper

## Auszeichnungen
- 1995: Ritter des Verdienstordens des Großherzogtums Luxemburg
- 2000: Großes Silbernes Ehrenzeichen für Verdienste um die Republik Österreich[1]
- 2021: Ehrendirigent des Orchestre Philharmonique du Luxembourg[2]